# Tiago Targino
Tiago João Targino da Silva (ur. 6 czerwca 1986 w Beji) – portugalski piłkarz występujący na pozycji pomocnika w angolskim klubie Académica Petróleos. Były młodzieżowy reprezentant Portugalii. Posiada także obywatelstwo brazylijskie.

## Kariera klubowa
Targino zawodową karierę rozpoczynał w Vitórii Guimarães. W pierwszej lidze portugalskiej zadebiutował 12 grudnia 2004 w wygranym 3:1 meczu z FC Penafiel. W Vitórii od czasu debiutu pełnił rolę rezerwowego. 15 stycznia 2005 w wygranym 1:0 pojedynku z SC Beira-Mar strzelił pierwszego gola w trakcie gry w lidze portugalskiej. W sezonie 2005/2006 zajął z klubem 17. miejsce w lidze i spadł z nim do drugiej ligi. W następnym sezonie powrócił z klubem do pierwszej ligi.
W styczniu 2008 został wypożyczony do tureckiego Vestelu Manisaspor. Pierwszy mecz w lidze tureckiej zaliczył 9 lutego 2008 przeciwko Galatasaray SK (3:6). W sezonie 2007/2008 rozegrał 10 spotkań w lidze tureckiej. W czerwcu 2008 powrócił do Vitórii.
W lipcu 2008 wypożyczono go do duńskiego Randers FC. W lidze duńskiej zadebiutował 3 sierpnia 2008 w wygranym 3:0 pojedynku z Brøndby IF. Pierwszą bramkę w trakcie gry w lidze duńskiej zdobył 19 kwietnia 2009 w meczu z FC Midtjylland (2:0). Po zakończeniu sezonu 2008/2009, w którym rozegrał 17 spotkań i strzelił jednego gola, powrócił do Vitórii.
28 lutego 2014 Tiago Targino podpisał półroczną umowę z Jagiellonią Białystok z opcją przedłużenia jej do grudnia 2015 roku. 10 kwietnia kontrakt Targino został rozwiązany, zaś sam zawodnik nie rozegrał w barwach klubu ani jednego spotkania.
6 listopada 2014 roku został graczem drugoligowego portugalskiego Atlético.

## Kariera reprezentacyjna
Targino rozegrał 3 spotkania i zdobył jedną bramkę w reprezentacji Portugalii U-21.